# Allotrichoma giordanii
Allotrichoma giordanii är en tvåvingeart som beskrevs av Canzoneri 1981. Allotrichoma giordanii ingår i släktet Allotrichoma och familjen vattenflugor.
Artens utbredningsområde är Senegal. Inga underarter finns listade i Catalogue of Life.